# Oiã
Pour les articles homonymes, voir Oia.
Oiã est une paroisse civile portugaise (en portugais : freguesia) de la municipalité d'Oliveira do Bairro dans le district d'Aveiro.

## Démographie
Lors du recensement de 2021, Oiã compte 7 862 habitants. C'est alors la paroisse la plus peuplée d'Oliveira do Bairro, qui totalise 23 132 habitants.